# Kierwałd
Kierwałd – wieś kociewska w Polsce położona w województwie pomorskim, w powiecie tczewskim, w gminie Morzeszczyn.
Wieś królewska w starostwie osieckim w powiecie nowskim  województwa pomorskiego w II połowie XVI wieku. W latach 1975–1998 miejscowość należała administracyjnie do województwa gdańskiego.